# 衣斐賢譲
衣斐 賢譲（いび けんじょう、1939年（昭和14年）9月24日 - 2017年（平成29年）12月31日）は、日本の政治家、僧侶。三重県議会議員（1期）。第4代鈴鹿市長。(2期｡1987年（昭和62年) - 1995年（平成7年）)

## 経歴
- 三重県鈴鹿市神戸の臨済宗東福寺派別格地天澤山龍光寺に出生。3人兄弟。
- 早稲田大学第一法学部卒業後東福寺にて修行を行い、1966年（昭和41年）龍光寺の住職就任。茶道珠光流12代宗家を継承した。
- 鈴鹿青年会議所初代理事長（1968年（昭和43年）より2期）、伊勢新聞取締役（1975年（昭和50年） - 1980年（昭和55年））などを歴任。
- 1983年（昭和58年）4月、龍光寺住職と兼務ながら、三重県議会議員選挙に鈴鹿市選挙区から無所属で立候補し第1位で当選。1期務める。
- 1987年（昭和62年）、鈴鹿市長選挙に立候補。現職野村仲三郎を下し当選[2]。2期務め、鈴鹿市の活性化と国際交流に注力した。3選を目指し立候補した1995年（平成7年）の鈴鹿市長選挙で前三重県議会議員・元県議会副議長の加藤栄に敗れ落選。
- 2000年（平成12年）には第42回衆議院議員総選挙に自民党公認で立候補（三重県第2区）するも中川正春に敗れ落選。同選挙後に有権者である支持者に外食の食事を提供した選挙違反が発覚し、公職選挙法違反で逮捕。有罪判決を受け、政界を引退。
- 政界引退後は龍光寺で住職に専念したほか、郷土史に関する著書を刊行した。2004年（平成16年）には特定非営利活動法人SUZUKA文化塾啐啄庵[3]を設立し理事長。国際交流事業や郷土文化継承活動を行った。
- 2017年（平成29年）12月31日、近鉄名古屋線千代崎駅で松阪発の近鉄名古屋行き特急列車にはねられ死亡、享年78歳[4]。伊勢新聞によると列車侵入時にはすでに駅の線路内におり、ホームに靴が置かれていたという[5][6]。

## 著作
- 『「神戸録」とその周辺』1975年、中島令孝
- 『大黒屋光太夫追憶 : 古都ペテルブルグ・イルクーツクを訪ねて』　1992年　竜光禅寺出版部
- 『鈴鹿の空の下で』1994年、行政
- 『昇龍の影 : 信長、秀吉、家康と伊勢平野』2003年、龍光寺微笑会・中央公論事業出版、ISBN 4895142078
- 『佐佐木信綱の世界 : 「信綱かるた」歌のふるさと』2008年、中日新聞社、ISBN 9784806205807